# Akpınar, Başmakçı
Akpınar là một xã thuộc huyện Başmakçı, tỉnh Afyonkarahisar, Thổ Nhĩ Kỳ. Dân số thời điểm năm 2011 là 377 người.